# Paulo Guerra Tavares
Paulo Guerra Tavares (Sapucaia, 22 de agosto de 1937 – São Paulo, 29 de maio de 1972) foi o terceiro Sargento Instrutor de Paraquedismo no Exército Brasileiro e militante da Vanguarda Popular Revolucionária (VPR). Foi morto em razão de sua participação em grupos de resistência à Ditadura Militar no Brasil.
O caso de Paulo está sob investigação na Comissão Nacional da Verdade (CNV), órgão que investiga as violações aos direitos humanos ocorridos durante a Ditadura Militar Brasileira, incluídos os casos de tortura, desaparecimento e mortes.

## Biografia
Paulo Guerra Tavares era filho de Antônio Tavares Dias e Maria Del Piño Guerra, entrou para o Exército Brasileiro e ascendeu até a posição de terceiro Sargento, sendo responsável pelas instruções de Paraquedismo da instituição. Ele foi casado com Sueli Madeira Guerra Tavares, com quem teve três filhos.
Em 1963, ele foi transferido do Rio de Janeiro, RJ, para João Pessoa, PB. Segundo seu filho André Del Pino Guerra Tavares, em seu relato no dossiê que teria sido enviado à CEMDP (Comissão da Verdade sobre Mortos e Desaparecidos Políticos), em uma noite em João Pessoa, Paulo levou sua esposa ao quartel onde presenciaram o que homens e mulheres suportavam após as sessões de tortura exercidas pelos militares por motivação política. Este ocorrido foi uma das maiores motivações para ele intensificar o seu papel na militância, pois ele abominava a crueldade que o exército praticava no país.
Não existem muitos dados disponíveis sobre sua trajetória, o que se sabe é que Guerra Tavares abdicou de seu cargo militar durante a década de 60 para integrar a Vanguarda Popular Revolucionária (VPR), organização de luta armada de extrema esquerda brasileira, em que permaneceu atuante até a data de seu assassinato, em 29 de maio de 1972 na cidade de São Paulo.

## Trajetória política
Paulo Guerra era terceiro Sargento paraquedista do Exército Brasileiro e atuava em João Pessoa (PB) quando, em 1° de Abril de 1964 foi dado um golpe de Estado pelo Exército Brasileiro, instaurando a Ditadura Militar. Contrário ao golpe, Guerra intensificou sua resistência política contra o governo e sofreu repressões. Em 12 julho de 1964, abandonou o Exército sendo considerado desertor pela Instituição.Após o acontecimento, ele mudou-se para o Uruguai em busca de asilo político. No mesmo local, ele entrou em contato com outros asilados como Leonel Brizola. Poucos meses depois, sua esposa Sueli Madeira Guerra Tavares viajou com os três filhos do casal para se juntar ao ex-militar no Uruguai.
Ele retornou ao Brasil de forma clandestina em 1965, sob a identidade fictícia de João Paulo Martins, instalando-se na cidade Paranaense de Pau D’Alho, sua família o acompanhou algum tempo depois. Sob a mesma falsa identidade, Paulo Guerra Tavares desenvolveu atividades de militância em Londrina, Rolândia, Ubiratã, Arapongas, Cascavel e Foz do Iguaçu.
Durante o período em que ele permaneceu vivendo no Paraná sua mulher decidiu se mudar e levar os três filhos, ele voltaram a viver Rio de Janeiro com os pais de Sueli. As notícias e os encontros entre eles eram mediados e planejados por terceiros.
A família de Paulo sofria muito com a perseguição política. Todos os seus passos eram vigiados pelos agentes do governo, como comprovam documentos de informações do DOPS (Departamento de Ordem e Política), a dificuldade e pressão eram tão grande para as crianças que elas passaram a fazer um acompanhamento psiquiátrico na casa de saúde Dr. Eiras . A sua filha Gisele del Pino Guerra Tavares relatou que sua mãe e esposa de Paulo, a sr.a Sueli Madeira Guerra Tavares teria sido presa em um quartel no Rio de Janeiro enquanto estava grávida, e em razão desse episódio, perdeu o filho como consequência das torturas sofridas.
Paulo mudou-se novamente para o Rio de Janeiro (RJ) em 1969 e, utilizando o pseudônimo de “Sargento Guerra”. Ele militou ao lado de Almir Dutton Ferreira e Liszit Benjamin Vieira, também integrantes da  Vanguarda Popular Revolucionária (VPR).

## Morte
Em 29 de maio de 197 Paulo Guerra Tavares foi executado a tiros na esquina da Avenida Sumaré com a Rua Caiubi, na cidade de São Paulo. Sobre o assassinato, o jornal Notícias Populares do dia seguinte divulgou que ele teria sido morto com tiros à queima roupa, um na na testa dois no peito e um no estômago, disparados por quatro homens em um fusca, que não teve a placa reconhecida. Os suspeitos não levaram nada da vítima além de alguns documentos, o que trouxe grandes suspeitas de que a morte de Tavares foi uma ação planejada para atraí-lo e executa-lo.
Os investigadores de São Paulo encontraram o endereço da família de Paulo no Rio de Janeiro. Com isso o irmão dele, Isaac Tavares Dias, pode reconhecer seu corpo e o atestado de óbito foi registrado em nome de Paulo Guerra Tavares e não no seu codinome João Paulo Martins, porém isso só ocorreu depois do segundo pedido de identificação da família para a Comissão Especial sobre Mortos e Desaparecidos Políticos (CEMDP). Até que isso pudesse acontecer o  corpo do ex-sargento e vitima política da ditadura foi enterrado no Cemitério São Pedro em São Paulo (SP) ainda com a falsa identidade de João Paulo Martins. Posteriormente, seu sepultamento ocorreu no mesmo cemitério, em São Paulo, no dia 3 de junho de 1972.
Na época, o caso foi investigado pelo DOPS e o relatório saiu dia 18 de Junho de 1973, assinado pelo investigador Amado Navarro Parra, mas nenhum dado em relação à morte de Tavares foi divulgado.
O primeiro requerimento de reconhecimento enviado à CEMDP não foi analisado, por ter sido analisado fora do prazo. O caso foi reapresentado novamente mais tarde. O relator do caso, Belisário dos Santos Júnior, considerou que os fatos não indicavam um crime de latrocínio, mas sim uma execução política, que fora praticada no auge da repressão política no Brasil - sendo aprovado de forma unânime em 27 de dezembro de 2004.
A filha da vitima, Giselle Del Piño Guerra Tavares, foi atrás do Movimento Tortura Nunca Mais querendo respostas sobre as condições que levaram à morte de seu pai. Sua procura teve como resposta o relato do senhor Marival Chaves, membro do DOI-CODI (Destacamento de Operações de Informação-Centro de Operações de Defesa Interna). Ele dizia que Paulo Guerra deveria ter sido atraído por um grupo que atuava em função de executar membros que tivessem deserdado o exército como forma de ação política. Essa era uma maneira de mostrar para quem pensasse em agir igual aos outros parassem para pensar e não se opusessem as decisões e maneiras de agir do órgão. Portanto, o ex-sargento serviu de exemplo para os que quisessem se unir a militância que lutava contra o regime.
A Comissão de Familiares de Mortos e Desaparecidos Políticos somente tomou ciência desse caso após a apresentação do requerimento, e assim, seu nome passou a estar presente no Dossiê da ditadura: Mortos e Desaparecidos no Brasil (1962-1985), organizado pela mesma comissão.
Hoje, a Comissão Nacional da Verdade recomenda que a certidão de óbito de Guerra Tavares seja retificada e que ocorra a continuidade das investigações sobre o caso para punir devidamente os responsáveis pelo assassinato do mesmo. Todavia, uma das conclusões da comissão é a de que sua morte foi ocasionada por agentes do Estado Brasileiro em um momento de diversas e severas transgressões aos direitos humanos que ocorreram durante o período da ditadura militar.

## Notícias recentes
No dia 2 de dezembro de 2013 a Comissão Estadual da Verdade Rubens Paiva, organizada pela Assembleia legislativa ouviu o depoimento de Giselle Del Piño Guerra Tavares, filha de Paulo Guerra Tavares, durante os trabalhos de investigação sobre as mortes e desaparecimentos durante o período ditatorial brasileiro..
A investigação do caso de Paulo Guerra Tavares foi reaberta junto com outras dezenas de casos de mortos, desaparecidos e torturados durante a ditadura brasileira, graças aos trabalhos da Comissão da Verdade, encarregada de investigar crimes como esse.
Apesar da reunião realizada em 12 de dezembro de 2013, o presidente da Comissão da Verdade, Adriano Diogo, afirma que ainda é necessário reunir mais depoimentos para a elaboração de um relatório conclusivo sobre o caso.

## Comissão Nacional da Verdade
Segundo as conclusões da Comissão Nacional da Verdade, após as investigações realizadas, foi concluído que o militante mineiro Paulo Guerra Tavares foi preso, torturado e morto por agentes do Estado brasileiro, em um cenário de frequentes violações de direitos humanos promovido pela ditadura militar no Brasil (1964-1985). A investigação do caso de Paulo Guerra Tavares continua aberta.